# هرادتس ناد موراویتسی
هرادتس ناد موراویتسی (به چکی: Hradec nad Moravicí) یک منطقهٔ مسکونی در جمهوری چک است که در ناحیه اوپاوا واقع شده‌است. هرادتس ناد موراویتسی ۵٬۴۷۰ نفر جمعیت دارد.